# Schwarzkopf (Venedigergruppe)
Der Schwarzkopf ist ein 2996 m ü. A. hoher Berggipfel im Tauernhauptkamm der Venedigergruppe. Er liegt im Südwesten des Bezirks Zell am See (Land Salzburg) bzw. im Norden Osttirols.

## Lage
Der Schwarzkopf ist ein Gipfel im, innerhalb der Venedigergruppe, östlichen Bereich des Tauernhauptkammes. Er liegt im Nationalpark Hohe Tauern an den Gemeindegrenzen von Habach und Matrei in Osttirol, wobei das umliegende Gebiet auf Tiroler Seite im Grundbesitz des Österreichischen Alpenvereins steht. Der Schwarzkopf befindet sich zwischen dem Grünen Habach (2970 m ü. A.) im Südwesten und dem Kratzenberg (3022 m ü. A.) im Nordosten. Während zum unbedeutenden Grünen Habach keine benannte Scharte liegt, trennt die Schwarzkopfscharte (2868 m ü. A.) den Schwarzkopf vom Kratzenberg. Nördlich des Schwarzkopfes erstreckt sich das Habachkees, südlich das Nördliche Viltragenkee.

## Aufstiegsmöglichkeiten
Östlich des Schwarkopfes verläuft über die Schwarzkopfscharte ein Wanderweg, der die Neue Thüringer Hütte (Fürther Weg) mit der Alten Prager Hütte bzw. der St. Pöltner Hütte (St. Pöltner Westweg) verbindet. Für den Normalweg muss jedoch zunächst die westlich des Grünen Habachs gelegene Habachscharte begangen werden. Diese Gletscherscharte erreicht man am von Norden über das Habachkees von der Neuen Thüringer Hütte bzw. von Süden vom Venedigerhaus über das nördliche Viltragenkees. Danach verläuft der Normalweg dem Kammverlauf zum Grünen Habach sowie über den Südwestgrat zum Gipfel. Weitere Varianten auf den Schwarzkopf sind den Nordostgrat (UIAA III) aus der Schwarzkopfscharte, die Südostwand (UIAA III) und die Nordostwand (UIAA IV).